# Cité N.W n°3
Cité N.W n°3 est le cinquième tome de la série de bande dessinée Simon du Fleuve. Il est scénarisé, dessiné et colorisé par Claude Auclair.

## Personnages
- Simon (du Fleuve)
- Emeline
- Jason tête fêlée

## Synopsis
Au début, Simon est à cheval avec Emeline en direction d'une des cités la plus proche du lieu de résidence des capuchons et des personnages sédentaires rencontrés lors de l'album précédent. Le but de cette expédition est de proposer la paix aux chefs de bandes des cités qui viennent faire des incursions dans les campagnes afin de voler les récoltes et piller les maisons...

### Documentation
Henri Filippini, « 23 », Schtroumpfanzine, no 35,‎ novembre 1979.